# Solidarność Wolnych Polaków w Bawarii
Solidarność Wolnych Polaków w Bawarii, w skrócie Solidarność Bawarska – jedna z czterech powstałych w Niemczech organizacji wspierających „Solidarność”, istniejąca od 1981, oficjalnie zarejestrowana w 1983 roku.
Powstała z inicjatywy Tomasza Stanickiego, w październiku 1981 roku. Jej celem miało być wspieranie finansowe i polityczne Solidarności gdańskiej.
Dnia 1 października 1981 roku, na pierwszym walnym zebraniu powołano zarząd organizacji i wybrano jej nazwę. Większością głosów wybrana została „Solidarność Wolnych Polaków w Bawarii” wobec „Solidarności”, wysunięta przez Tomasza Stanickiego.
W pierwszym zarządzie zasiedli:
- Zbigniew Dziakoński – przewodniczący;
- Tomasz Stanicki – wiceprzewodniczący;
- Janusz Urbanowicz – sekretarz, skarbnik.

Zbigniew Dziakoński był długoletnim mieszkańcem Monachium, znał biegle język niemiecki, jak również wiedział jak pracują urzędy niemieckie.
Początkowo liczebność organizacji była skromna, lecz pod koniec 1981 roku wynosiła ponad 100 osób.
Ze składek i datków organizacja miała pomagać finansowo Solidarności w Polsce. Kanałem przerzutowym miał być kościół, czyli w Monachium, Polska Misja Katolicka i ks. Galiński.
Przełomowym dla organizacji momentem było ogłoszenie stanu wojennego w Polsce. Solidarność wraz z innymi organizacjami zorganizowała wielką demonstrację przeciwko WRON-ie i generałowi Jaruzelskiemu w niedzielę 20 grudnia 1981 roku.
Po tej demonstracji liczba członków wzrosła, pracy także przybywało.
Na początku samodzielnie, a później wraz z Polską Misją Katolicką, „Solidarność Bawarska” zaczęła masowo wysyłać paczki dla potrzebujących w Polsce. Najpierw poprzez pocztę niemiecką (która zniosła wszelkie opłaty) na prywatne adresy, a później już oficjalnie jako Polska Misja Katolicka, ciężarówkami wprost do kościołów w Polsce. Pomagał w tym obecny miliarder Zygmunt Solorz-Żak, występujący wtedy pod nazwiskiem Piotr Podgórski i pseudonimem Zeg (zegarek).
Ważną postacią wspierającą organizację była polska aktorka mieszkająca pod Monachium, Barbara Kwiatkowska-Lass. To w piwnicach jej domu Tomasz Stanicki, Adam Chodakowski, Krzysztof Olczak i inni pakowali pierwsze paczki przed wysłaniem do Polski stanu wojennego.
Organizacja SWPwB przesłała do Polski dziesiątki ton lekarstw, żywności i ubrań. Wszystkie dary organizacja lub Misja zawdzięczała prywatnym i instytucjonalnym ofiarodawcom niemieckim.
Organizacja oficjalnie została zarejestrowana w grudniu 1983 roku.
Kolejnymi szefami organizacji byli: Janusz Urbanowicz, a po nim Wojciech Stockinger.
Organizacja została rozwiązana w grudniu 1989 roku.